# Wang Siyu (basket-ball)
Wang Siyu (née le 16 octobre 1995) est une joueuse chinoise de basket-ball. Active depuis 2013, elle représente la Chine à la Coupe du monde féminine de basket-ball lors des éditions 2018, et 2022. Lors de cette dernière, elle se fait remarquer lors du match en demi-finale contre l'Australie, pour son jeu déterminant pour l'accession à la finale. Elle participe à deux tournois olympiques, en 2020 à Tokyo et 2024 à Paris.